# Avenida Palm
La Avenida Palm, o conocida en inglés como Palm Avenue es una avenida de sentido norte y sur que se encuentra localizada en Imperial Beach, California y en el extremo este en San Diego, California.

## Trazado
La Avenida Palm inicia desde la intersección con la Denney Road en San Diego como la continuación de Ocean View Hill Parkway, cerca de AMC Theaters Palm Promenade 24. En su recorrido por Imperial Beach, la Avenida Palm pasa por la Interestatal 805, la Autovía San Diego (Interestatal 5) y Silver Strand Boulevard como sus principales intersecciones. La Avenida culmina en Seacoast Drive cerca del Océano Pacífico. 

## Estación del Trolley
La Avenida pasa por la estación de la Avenida Palm de la  Línea Azul del Tranvía de San Diego.